# Аширбеков, Ахметрашит
Ахметраши́т Аширбе́ков (1914 год — 28 января 1944 года) — участник Великой Отечественной войны, линейный надсмотрщик 737-й отдельной кабельно-шестовой роты 3-й гвардейской танковой армии, Герой Советского Союза (17.11.1943), красноармеец.

## Биография
Родился в 1914 году в деревне Тураева ныне Тюменского района Тюменской области. Татарин. Окончил начальную школу. Работал трактористом в совхозе им. М. И. Калинина.
В июле 1941 года призван в ряды Красной Армии. В боях Великой Отечественной войны с августа 1942 года. Воевал на Западном, Воронежском, Юго-Западном, Брянском, Центральном и 1-м Украинском фронтах.
24 сентября 1943 года на Левобережной Украине шли ожесточенные бои. Наши войска спешили освободить столицу Украины — Киев. В небе гудели вражеские самолёты, градом сыпались в воды Днепра бомбы разного калибра, поднимая вверх мощные фонтаны. И вдруг в разгар боя оборвалась связь командующего 3-й гвардейской танковой армией генерала П. С. Рыбалко с частями. Напрасно начальник штаба армии вызывал подчиненных командиров, сердито дул в телефонную трубку и прислушивался. Телефон молчал.
Красноармеец А. Аширбеков находился тогда на охране линии связи, проложенной через Днепр от командного пункта танковой армии к штабам механизированных и танковых корпусов. Узнав, что связь оборвана, отважный связист бросился в Днепр. Холодная вода обожгла тело. Мокрое обмундирование тянуло вниз, мешало плыть. В одной руке А. Аширбеков держал телефонный провод, другой подгребал под себя воду. А над Днепром с воем носились вражеские самолёты, свистели снаряды. Метрах в ста пятидесяти от берега показался один конец провода.
Не выпуская оборванный конец, А. Аширбеков начал нырять. Задыхаясь, он шарил по дну, всплывал на поверхность и, вдохнув всей грудью, снова опускался на дно. Стучало в голове, до боли сжимало грудь. Но одна мысль не покидала отважного солдата: «Связь! Связь! Без неё нет управления!» Сколько времени прошло, пока удалось найти другой конец провода, он не мог определить. А ведь надо было ещё скрепить оба конца, оголённый провод обмотать изоляционной лентой, закрепить кабель на дне Днепра. И вот связь восстановлена.
Немного времени прошло, и вновь обрыв провода, на этот раз уже на середине реки. Снова А. Аширбеков бросается в Днепр, навстречу взрывам, и совершает невероятное — связь опять действует. Уже через двадцать минут командующий армией разговаривал по телефону со своими генералами, отмечая на карте населённые пункты, освобождённые гвардейцами.
Указом Президиума Верховного Совета СССР от 17 ноября 1943 года за мужество и отвагу при восстановлении связи через Днепр линейному надсмотрщику 737-й отдельной кабельно-шестовой роты 3-й гвардейской танковой армии рядовому Ахметрашиту Аширбекову присвоено звание Героя Советского Союза.
Но высокие награды Родины Герой получить не успел. 28 января 1944 года возвращаясь в штаб армии был убит немецким разведчиком с самолёта

## Награды
- Медаль «Золотая Звезда» Героя Советского Союза
- Орден Ленина

## Память
- Похоронен в Бердичеве.